# Кошелево (Ковернинський район)
Кошелево (рос. Кошелево) — присілок в Ковернинському районі Нижньогородської області Російської Федерації.
Населення становить 45 осіб. Входить до складу муніципального утворення Хохломська сільрада.

## Історія
Від 2009 року входить до складу муніципального утворення Хохломська сільрада.

## Населення
| 2002 | 2010 |
| ---- | ---- |
| 73   | ↘45  |